# Eicosane
L'eicosane est un alcane linéaire de formule brute C20H42. Il possède 366319 isomères structuraux.